# Kauza Čapí hnízdo

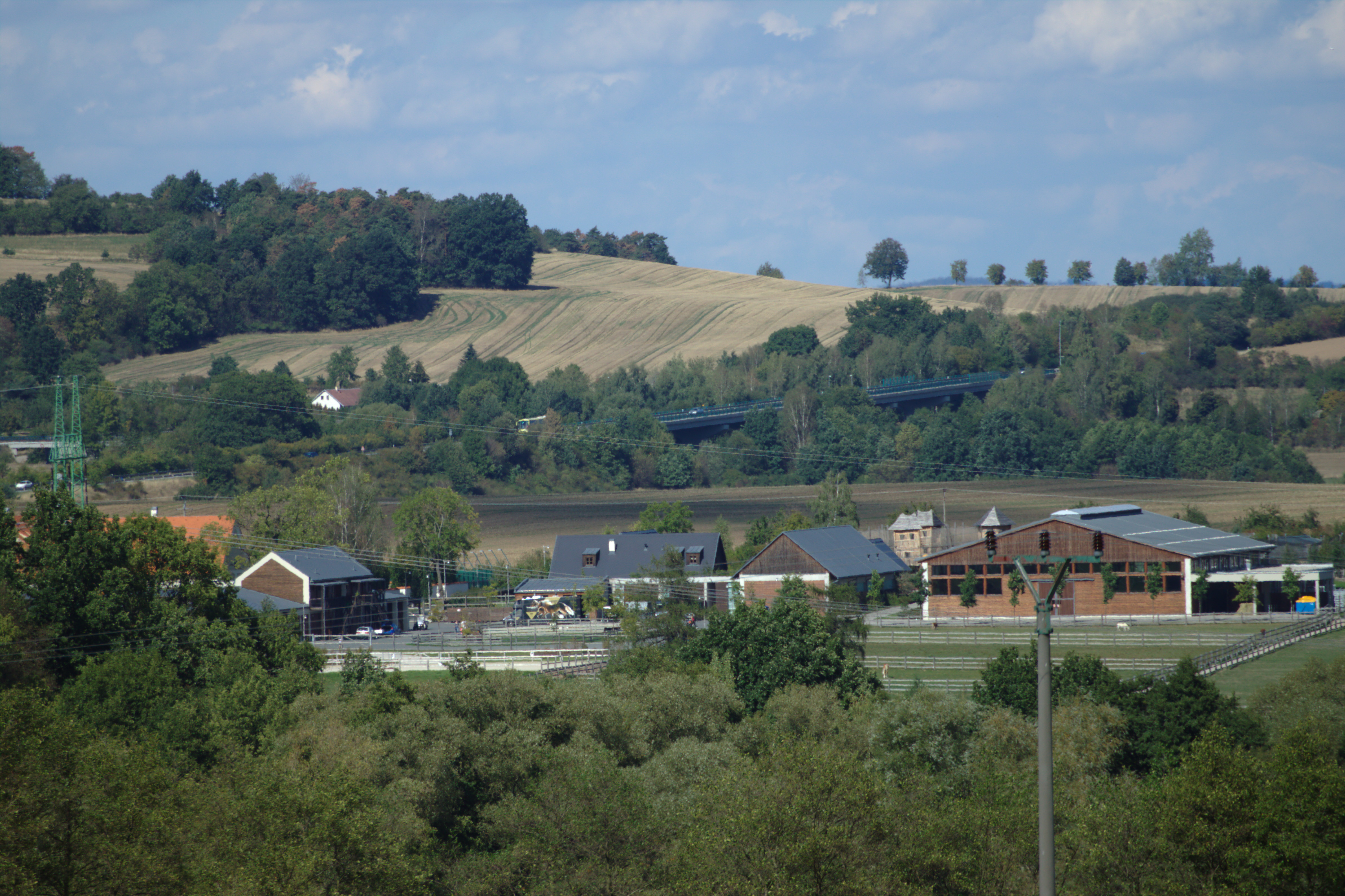
Rekreační areál Čapí hnízdo

Kauza Čapí hnízdo je dotační aféra týkající se Andreje Babiše a dalších osob. Kauza se týká oprávněnosti dotace ve výši 50 mil. Kč na výstavbu areálu Čapí hnízdo, který v roce 2008 čerpala společnost Farma Čapí hnízdo, a.s. (dříve ZZN AGRO Pelhřimov), která byla do konce roku 2007 součástí holdingu Agrofert.
Policie v roce 2015 ve věci obvinila 11 fyzických osob, mezi které patřili mj. Andrej Babiš, Jaroslav Faltýnek a Andrej Babiš mladší. Podle obvinění dotaci určenou malým a středně velkým firmám čerpal koncern Agrofert skrze nastrčenou malou firmu, čímž měla vzniknout škoda téměř 50 mil. Kč. Dotaci v roce 2018 firma Imoba, nástupce společnosti Farma Čapí hnízdo, vrátila Regionálnímu operačnímu programu Střední Čechy, poté co byla vyňata z evropského financování.
Stíhání některých osob bylo již zastaveno, i nadále však probíhá stíhání Andreje Babiše a Jany Nagyové (manažerky společnosti Farma Čapí hnízdo), Pražský městský soud v lednu 2023 Babiše i Nagyovou zprostil obžaloby, případ byl však Vrchním soudem navrácen k projednání, v únoru 2024 městský soud znovu potvrdil svůj verdikt, že skutek nebyl trestným činem. V dubnu 2024 se proti rozhodnutí soudu opět státní zástupce odvolal a v červnu 2025 Vrchní soud tento rozsudek opět zrušil, přičemž městský soud zavázal ke konkrétním skutkovým zjištěním.

## Časová osa
V březnu 2016 oslabilo důvěryhodnost Andreje Babiše (tehdy ministra financí) několik protichůdných vyjádření kolem využití evropské dotace na výstavbu areálu Čapí hnízdo. Podstatou „kauzy Čapí hnízdo“ je podezření na účelové čerpání dotace Evropské unie určené pouze pro malé nebo středně velké firmy, když podle kritiků koncern Agrofert formálně převedl v roce 2008 společnost Čapí hnízdo na jiného majitele krytého listinnými akciemi na majitele, protože Agrofert by dotaci ve výši 50 mil. korun nezískal.
V roce 2006 se majitelem původního areálu lihovaru stala společnost Imoba z holdingu Agrofert. V roce 2007 se společnost s ručením omezeným ZZN AGRO Pelhřimov z holdingu Agrofert transformovala na stejnojmennou akciovou společnost s anonymními akciemi na majitele a v roce 2008 se přejmenovala na Farmu Čapí hnízdo a získala dotaci od ROP Střední Čechy. V roce 2014 byly zákonem zakázány anonymní akcie a Čapí hnízdo se stalo součástí společnosti Imoba.
Již v září roku 2010 o sporném udělení evropské dotace informoval týdeník Ekonom. Na základě článků o této kauze zveřejněných ve Svobodném fóru a týdeníku Euro bylo v listopadu 2015 podané trestní oznámení ve věci. V roce 2015 při natáčení dokumentu Matrix AB Babiš nevědomky na kameru prohlásil, že „Je to ten nejlepší projekt, jaký jsem kdy vymyslel.“ Na dotazy ohledně vyšetřování reagoval Babiš v březnu 2016 prohlášením, že je vše v pořádku, neboť „Dotace pro farmu Čapí hnízdo byla v minulosti opakovaně kontrolována úřady bez jakéhokoli nálezu.“ Server Neovlivni.cz však obratem reagoval zjištěním, že auditoři ROP Střední Čechy již v roce 2011 označili poskytnutí dotace za nezpůsobilý výdaj. Audit KPMG pro Ministerstvo financí dospěl ke stejnému závěru. Byla vyměřena pokuta 3,6 milionu korun, která včetně penále činila částku přes 6 miliónů korun. Ta byla Regionální radou regionu soudržnosti Střední Čechy (orgán ROP Střední Čechy) v únoru 2012 z 99 % částky odpuštěna a firma tak musela zaplatit pokutu jen 37 tisíc korun plus penále.
Ohledně nejasností o vlastnictví Babiš ještě 9. března 2016 tvrdil, že o tom nic neví a řekl: „Není to moje. Je to nějaký firmy, která patří do holdingu.“

### Projednávání kauzy v Poslanecké sněmovně v období 2016 až začátek 2018
Na mimořádné schůzi Poslanecké sněmovny svolané za účelem vysvětlení pochybností o vlastnických poměrech ohledně Čapího hnízda, konané 23. března 2016, Andrej Babiš uvedl, že majiteli akcií byli jeho dospělé děti Adriana a Andrej a bratr jeho partnerky Moniky Martin Herodes.
10. srpna 2017 obdržela Poslanecká sněmovna žádost Policie ČR o vydání Andreje Babiše (a Jaroslava Faltýnka) k trestnímu stíhání na základě výše zmíněného trestního oznámení v souvislosti s podezřením z trestných činů dotačního podvodu (§ 212 trestního zákoníku) a poškození finančních zájmů Evropské unie (§ 260 trestního zákoníku) ve „zločinném spolčení“ (§ 89 odst. 17 dřívějšího trestního zákona), kdy podle obvinění dotaci určenou malým a středně velkým firmám, čerpal koncern Agrofert skrze nastrčenou malou firmu, čímž měla vzniknout škoda 49 997 443,36 Kč. Mandátový a imunitní výbor vydání obou poslanců doporučil 30. srpna 2017 a Poslanecká sněmovna hlasovala 6. září 2017 pro jejich vydání k trestnímu stíhání, které Policie ČR zahájila oznámením státnímu zástupci na konci září 2017. Babiš i Faltýnek si obvinění dle svých slov převzali na začátku října 2017 a podali proti obvinění stížnost.
Trestní stíhání Babiše a Faltýnka bylo po volbách do Poslanecké sněmovny v roce 2017 přerušeno, neboť oba opět získali poslaneckou imunitu. Policie znovu požádala o jejich vydání den po složení poslaneckého slibu 21. listopadu 2017.
Ohledně využití areálu Čapího hnízda Andrej Babiš ve sněmovně tvrdil, že vzniklo jako projekt s cílem „vybudovat multifunkční kongresový areál sloužící veřejnosti v rámci cestovního ruchu“ a i nadále je provozován pro veřejnost. V říjnu 2017 to zpochybnily dokumenty z března 2010 zveřejněné skupinou Šuman ohledně půjček banky HSBC firmě Farma Čapí hnízdo a.s. ve výši 350 miliónů korun s povoleným přečerpáním 25 miliónů korun s obdobím čerpání na konci roku 2014. Z dokumentů mimo jiné vyplývá, že banka považuje farmu Čapí hnízdo za majetek Andreje Babiše s účelem konferenčního centra Agrofertu, které nemá být závislé na turismu.
V lednu 2018 začala Poslanecká sněmovna opět projednávat otázku poslanecké imunity a vydání Andreje Babiše a Jaroslava Faltýnka k trestnímu stíhání v této kauze. Při svém projevu ve sněmovně dne 10. ledna prohlásil prezident Miloš Zeman, že by parlament měl umožnit toto stíhání, ale zároveň ctít presumpci neviny. V této kauze se objevil nový svědek, a sice bývalý detektiv Jiří Komárek, kterého si mandátový a imunitní výbor sněmovny pozval na své jednání v úterý 16. ledna. Podle poslankyně za ANO 2011 Taťány Malé mluvil Komárek o vztahu policejního vyšetřovatele Čapího hnízda s mafií. Výbor považuje za důležité se s takovou informací seznámit, proto se jeho členové za ANO připojili k hnutí Svoboda a přímá demokracie s žádostí, aby se Komárek zúčastnil úterního jednání. Poslankyně Malá potvrdila prohlášení představitelů KDU-ČSL, že výbor by měl podle příslibu hnutí ANO do úterý 16. ledna 2018, 14:00 hod., přijmout usnesení, zda doporučuje vydání předsedy ANO a premiéra Babiše a jeho místopředsedy Faltýnka k trestnímu stíhání v kauze Čapí hnízdo. Poslanecká sněmovna nakonec oba poslance vydala i napodruhé.

### Vyšetřování kauzy Čapí hnízdo policií
Policie v souvislosti s kauzou vyšetřovala původně 11 lidí včetně Andreje Babiše, jeho manželky a dětí, 3. května 2018 vyhověl dozorující státní zástupce Jaroslav Šaroch stížnosti Jaroslava Faltýnka a dalších tří obviněných a zastavil jejich stíhání, stížnosti ostatních obviněných včetně Andreje Babiše a jeho rodiny zamítl.
Server iROZHLAS v říjnu 2018 zveřejnil přehled 10 nejzávažnějších důkazů, které vyplynuly z policejního usnesení a usnesení státního zástupce:
1. interní zpráva banky HSBC, kdy farma Čapí hnízdo získala půjčku jen díky tomu, že je součástí Agrofertu,
2. ekonomický posudek zadaný policií, který poukazuje na skutečnost, že přípravné práce prováděla společnost Imoba, která je součástí Agrofertu,
3. výpovědi svědků, kteří viděli Andreje Babiše na stavbě v období po únoru 2008,
4. e-mailová korespondence týkající se webových stránek Čapího hnízda, která prokazuje, že se Andrej Babiš osobně angažoval a měl rozhodující slovo,
5. výpis z Babišova účtu, kdy Andrej Babiš za akcie platil ze svého, údajně jako dar svým blízkým,
6. dokumenty prokazující, že manažerka Agrofertu Jana Nagyová se zajímala o podmínky dotace, a údajně žádost o dotaci také podepsala,
7. materiály, podle nichž zemědělské dotace Farmy Čapí hnízdo ve výši cca 2 miliony korun řešil pracovník Agrofertu,
8. dokumenty úřadů o zapojení firmy Imoba z holdingu Agrofert do dění na Farmě Čapí hnízdo (stavební povolení, nákupy okolních pozemků) dříve, než došlo k přechodu pod společnost Imoba a v době, kdy Andrej Babiš podle svých slov s farmou neměl mít co do činění
9. spojení Farmy Čapí hnízdo s holdingem Agrofert přes společnost DZV Nova, kdy Farma Čapí hnízdo získala část základního kapitálu ve společnosti DZV Nova patřící do holdingové struktury společnosti Agrofert Holding, což v podstatě není možné bez vědomí vlastníka, Andreje Babiše,
10. posudky ukazující na zkreslené nebo zamlčené údaje v žádosti o dotaci.[31]

Vyšetřování kauzy se mělo podle serveru iROZHLAS uzavřít do konce roku 2018. Původně mělo skončit již v září 2018, ale kvůli zdržovací taktice premiérových dětí Adriany Bobekové a Andreje Babiše mladšího došlo ke zpoždění a původně hrozilo i rozdělení na dva případy.
Ve stejný den jako oznámení serveru iROZHLAS uveřejnil Marek Přibyl, známý svým spojením s Babišem z odposlechů zveřejněných skupinou Šuman, informaci o výpovědi 4 policistů (Mariana Janouška, Pavla Fialy, Martina Procházky a Petra Čupy) proti vyšetřovateli Čapího hnízda, Pavlu Nevtípilovi a jeho nadřízeným. Podle Jiřího Sezemského z Forum²4 ale nepředložili žádné důkazy a tak jde pouze o pokus potopit vyšetřovatele Čapího hnízda, aby se kauza nedostala před soud.
Policie ukončila vyšetřování v březnu 2019 a 17. dubna 2019 předala spis dozorujícímu státnímu zástupci Jaroslavu Šarochovi. Na začátku září 2019 dozorující státní zástupce rozhodl a své rozhodnutí předal vedoucímu státnímu zástupci Martinu Erazímovi. Deník N tehdy informoval, že státní zástupce Šaroch rozhodl zastavit stíhání všech obviněných,, jeho rozhodnutí následně městský státní zástupce Martin Erazím potvrdil a stíhání všech obviněných bylo pravomocně zastaveno s odůvodněním, že důkazy neprokazují, že skutek byl trestný, neboť Farma Čapí hnízdo splňovala podmínky definice malého a středního podniku. Rozhodnutí bylo následně předloženo nejvyššímu státnímu zástupci Pavlu Zemanovi k přezkoumání zákonnosti.
Nejvyšší státní zástupce ohledně Čapího hnízda rozhodl 4. prosince 2019, přičemž zrušil zastavení trestního stíhání Andreje Babiše a Jany Nagyové jako „nezákonné a předčasné," rozhodnutí o zastavení trestního stíhání ostatních obviněných bylo nejvyšším státním zástupcem potvrzeno. Případ se tímto vrátil k dozorujícímu státnímu zástupci, pro nějž je rozhodnutí nejvyššího státního zástupce závazné.
Koncem května 2021 policie opět navrhla obžalovat Andreje Babiše a Janu Nagyovou (dříve Mayerovou), státní zástupce na konci srpna téhož roku případ vrátil policii k došetření. Policie následně vyslechla Babišova syna Andreje a další svědky a 20. září 2021 navrhla oba obviněné obžalovat. V říjnu 2021 byl Andrej Babiš znovuzvolen poslancem a poslanecká sněmovna musela opět rozhodovat o jeho vydání k trestnímu stíhaní – poslanecká sněmovna jej vydala na začátku března 2022. 21. března téhož roku státní zástupce rozhodl o podání obžaloby na oba obviněné.

### Údajný únos Andreje Babiše mladšího
V polovině listopadu 2018 bylo na Televizi Seznam v rámci pořadu „Zvláštní vyšetřování“ Sabiny Slonkové a Jiřího Kubíka publikováno tvrzení, že Andrej Babiš mladší podepsal dokumenty k Čapímu hnízdu, aniž by věděl, co podepisuje. V době zdržování vyšetřování byl údajně proti své vůli držen na Krymu, aby nebyl policií nalezen a aby nemohl vypovídat. Podle Babiše mladšího byl do Ruska a na Ukrajinu odvezen poté, co mu jeho tehdejší lékařka, psychiatrička Dita Protopopová dala na výběr, zda chce být zavřen v Národním ústavu duševního zdraví, kde Protopopová pracovala jako vedoucí lékařka oddělení psychotických poruch, nebo odjet na „prázdniny“. Petr Protopopov, manžel dr. Protopopové, který je ruského původu a pracoval v Agrofertu jako řidič, mu dělal asistenta a bodyguarda. Společně s Protopopovem pak Babiš mladší odjel do Kaliningradu, do Bratislavy, do Moskvy a na Krym, v té době už anektovaný Ruskem. Podle jeho asistenta u něj již v roce 2015 propukla naplno schizofrenie a do Kryvého Rihu na Ukrajině chtěl jet z Krymu za svojí přítelkyní. Odtud ovšem napsal e-mail policii, že byl unesen. Věc tehdy prošetřovala policie a došla k závěru, že se žádný únos nestal.
Protopopova rodina žije v Česku už od 90. let. Dr. Protopopová je autorka zprávy o zdravotní nezpůsobilosti Babiše mladšího, díky které neměl být stíhán policií v kauze Čapí hnízdo. V regionálních volbách v roce 2018 kandidovala za hnutí ANO v Praze 8 a stala se členkou zastupitelstva. Po zveřejnění souvislostí Seznamem TV se svého mandátu vzdala. Petr Protopopov je bývalý cyklistický závodník, který vlastnil obchod s cyklistickými potřebami. Jeho angažmá jako asistent a bodyguard Babiše mladšího a „hlídání, aby (junior) bral všechny léky“ bylo podle Protopopova bývalého obchodního partnera Josefa Komárka hlavní důvod, proč cykloobchod prodal.
Andrej Babiš mladší žije po svém návratu z pobytu na Ukrajině společně se svou matkou ve Švýcarsku. Poté, co byla kauza Čapí hnízdo rozšířena o problém jeho údajného únosu, prohlásil Andrej Babiš starší, že jeho syn je duševně nemocný. Podle něj trpí Andrej mladší schizofrenií a mediální kampaň kolem syna je „odporný útok na moje děti s cílem destabilizovat Česko“. Problém zdravotního stavu Andreje Babiše mladšího jako aktéra kauzy Čapí hnízdo je mj. otázkou zásahu
do jeho zdravotní dokumentace a osobnostních práv pacienta. Lidé z okolí premiéra mají za to, že stav jeho syna znemožňuje výslech. Význam bude mít očekávaná zpráva ze švýcarského zdravotnického zařízení, která je údajně součástí trestního spisu v dané kauze. „Nemůžu vám nic říci. Ke zdravotním zprávám se nebudeme vyjadřovat,“ upozornil mluvčí městských žalobců Cimbala novináře Lidových novin. Dozorující žalobce Jaroslav Šaroch rozhodl, že stíhání Babiše juniora pokračuje. Požádal ale policii o znalecký posudek k tomu, zda je Babiš junior skutečně schopný účastnit se trestního řízení. Kvůli švýcarskému občanství Babiše mladšího by však česká policie musela mít souhlas justičních orgánů alpské země. Šaroch naznačil, že přemýšlí, že by stávající kauzu Čapí hnízdo rozdělil na dvě kauzy.

### Politické dopady kauzy počínaje listopadem 2018

#### Demonstrace proti premiérovi Babišovi
Celkem asi jedenáct tisíc lidí se přes Facebook svolávalo na demonstrace za rezignaci Babiše. První demonstraci svolala skupina AUVA na čtvrtek 15. listopadu 2018 na Václavské náměstí v Praze, zúčastnilo se jí až 5 000 lidí. Na shromáždění promluvilo několik osobností politického a veřejného života, mezi nimi poslanec za TOP 09 a bývalý ministr financí Miroslav Kalousek. Další dvě demonstrace byly ohlášeny na sobotu při výročí 17. listopadu. Na tento pochod potvrdilo na Facebooku účast asi 6 tisíc lidí a na klidný protest asi jeden tisíc lidí. Protestů se účastnilo několik tisíc lidí.

#### Hlasování o nedůvěře vládě Andreje Babiše
V reakci na zveřejněné informace o Andreji Babišovi mladším vyzvala opozice premiéra Babiše dne 13. listopadu 2018 k demisi a současně jednala o možnosti vyvolat hlasování o vyslovení nedůvěry druhé vládě Andreje Babiše. Předseda ODS Petr Fiala prohlásil, že opozice má dostatek hlasů pro svolání schůze Poslanecké sněmovny o nedůvěře vládě. Dne 15. listopadu 2018 Senát Parlamentu většinou hlasů schválil usnesení, v němž označil za nepřijatelnou účast Andreje Babiše ve vládě až do konce vyšetřování kauzy Čapí hnízdo.
K úmyslu opozice vyvolat hlasování o nedůvěře vládě Andreje Babiše prohlásil prezident Miloš Zeman na TV Barrandov, že kdyby poslanci nynější vládě vyslovili nedůvěru, tak on opět pověří sestavením kabinetu Babiše. Ten může podle Zemana po vyslovení nedůvěry vládnout měsíce v demisi, a za tu dobu se situace uklidní. Že by poslanci ale skutečně vládě vyslovili nedůvěru, prezident neočekává.
Premiér Andrej Babiš sám prohlásil dne 16. listopadu 2018 před odletem do Bruselu na jednání s Evropskou komisí, že navzdory výzvám neodstoupí. „Nikdy neodstoupím. Nikdy! Ať si to všichni zapamatují,“ řekl. Zároveň poděkoval prezidentovi Miloši Zemanovi a senátorovi Jiřímu Čunkovi za podporu. „Pokud budu odvolaný, fajn,“ dodal Babiš. Celou záležitost vnímá „jako puč“ a „akci hodnou rozvědky“.

### Soudní řízení
Městský soud v Praze 12. září 2022 zahájil hlavní líčení s Andrejem Babišem a jeho bývalou spolupracovnicí Janou Nagyovou v případu možného dotačního podvodu na Farmě Čapí hnízdo. Babiš se tak na konci října stal obviněným kandidátem na prezidenta, zatímco Nagyová jako obviněná již na přelomu září a října kandidovala do Senátu a neuspěla až ve druhém kole v duelu s Milošem Vystrčilem (ODS). Dne 17. října soud dokončil výslechy svědků a soudce Jan Šott pokračoval čtením listinných důkazů. Další pokračování bylo oznámeno na 19. prosince, téhož dne však bylo hlavní líčení na žádost obhájce Jany Nagyové Jana Bartončíka odročeno na 4. ledna 2023, kdy došlo na výpovědi obžalovaných Babiše a Nayové. Státní zástupce Jaroslav Šaroch navrhl za dotační podvod tresty pod hranicí zákonné sazby, pro Babiše odnětí svobody na 3 roky s podmíněným odložením na 5 let a peněžitý trest ve výši 10 milionů korun, pro Nagyovou úhrnný trest odnětí svobody na 3 roky s podmíněným odložením na 5 let a peněžitý trest ve výši 500 tisíc korun.
Dne 9. ledna 2023 soudce Městského soudu v Praze Jan Šott svým nepravomocným verdiktem zprostil Babiše i Nagyovou viny. Zatímco podle obžaloby Babiš vyvedl Farmu Čapí hnízdo z holdingu Agrofert proto, aby farma zdánlivě splňovala podmínky pro získání dotace, dle soudu se tak stalo proto, aby Babišova rodina mohla podnikat. Soudce Šott také upozornil na možnou křivou výpověď dvou svědků, finanční ředitelky Agrofertu Petry Procházkové a člena představenstva firmy Imoba Františka Šlingra, možná také vydírání v případě bývalého manažera Čapího hnízda Tomáše Raka. V srpnu 2023 policie odložila podnět na trestní stíhání ohledně údajného Rakova vydírání s tím, že záležitost nevykazovala znaky trestného činu. V červnu 2024 policie nejprve odložila také otázku výpovědí Procházkové a Šlingra, neboť nedospěla k podezření z trestného činu, rozhodnutí však ještě přezkoumala dozorující žalobkyně a v polovině října policie přece jen oba obvinila z křivé výpovědi.
V dubnu 2023 podal státní zástupce Šaroch proti rozsudku blanketní odvolání k Vrchnímu soudu v Praze s dodatečným doplněním odůvodnění počátkem května. V polovině září 2023 Vrchní soud v Praze zahájil neveřejné zasedání, na němž se zabýval odvoláním. Tříčlenný soudní senát ve složení Evy Brázdilové, Stanislava Králíka a Roberta Pacovského rozsudek zrušil a vrátil městskému soudu k novému projednání. Podle Vrchního soudu v Praze městský soud při zpracování důkazů postupoval tendenčně, selektivně a tím nepřesvědčivě, některé důkazy pominul a nezasazoval je do příslušného kontextu, zatímco Šott se opíral zejména o výpověď svědka Jana Bareše, dle odvolacího soudu Bareš vycházel ze zprostředkovaných informací, které ve výpovědi podával ze svého subjektivního pohledu, a jeho výpověď nemohla být natolik zásadní, aby zvrátila celou důkazní situaci.
Nové projednání případu u Městského soudu v Praze bylo ohlášeno na polovinu února 2024. Dne 14. února zahájil jednání a ještě téhož dne soudce trestního senátu Šott přečetl opětovně zprošťující rozsudek i se zdůvodněním. Podle něj nebylo možno zaplnit důkazní mezery, neboť obžalovaní i jejich rodinní příslušníci využili práva nevypovídat. U soudu vypovídali opět znalci v oblasti ekonomie Jaroslav Šantrůček a Vítězslav Hálek a nově svědek obhajoby Tomáš Kohoutek, bývalý člen představenstva firmy ZZN Pelhřimov, která se později změnila na Farmu Čapí hnízdo. Soudce Šott svůj rozsudek také znovu opřel o odvolacím soudem kritizovanou výpověď Jana Bareše.
Dne 12. dubna 2024 podal státní zástupce Šaroch odvolání proti opětovně osvobozujícímu rozsudku, zatímco obhájce Andreje Babiše Michael Bartončík uvedl, že obhajoba se proti rozsudku neodvolá, neboť jej považuje za správný. Podle dodatečně zpracovaného zdůvodnění obžaloba trvala na tom, že došlo k účelovému vyvedení firmy ze struktur holdingu za účelem získání dotace, a i kdyby tomu tak nebylo, soud dle ní dostatečně neřešil otázku působení firem na stejných či sousedních trzích. Šaroch navrhl odvolacímu soudu osvobozující rozsudek zrušit, opět vrátit případ městskému soudu a zavázat jej právním názorem.
Odvolací řízení bylo zahájeno v květnu 2024, Jana Nagyová však mezitím kandidovala za hnutí ANO v červnových volbách do Evropského parlamentu a byla zvolena, pro případné pokračování soudního řízení tak musela být zbavena imunity, o což soud požádal. Počátkem prosince poprvé ve věci zasedl parlamentní výbor pro právní záležitosti (JURI), znovu jednal za přítomnosti Nagyové koncem ledna 2025. V březnu výbor doporučil vydání Nagyové k trestnímu stíhání a 1. dubna 2025 ji plénum Evropského parlamentu většinou hlasů zbavilo imunity, proti hlasovala především část skupiny Patrioti pro Evropu, jejímž členem se po volbách stalo ANO. Andrej Babiš mezitím také podal námitku podjatosti proti předsedkyni senátu z odvolacího řízení Evě Brázdilové, což soud počátkem prosince 2024 zamítl. Proti tomu následně Babiš podal stížnost k Nejvyššímu soudu, ten však v únoru 2025 stížnosti nevyhověl a rozhodnutí soudu potvrdil.
Dne 26. května 2025 Vrchní soud v Praze zahájil veřejné jednání v odvolacím řízení, včetně následného výslechu svědků Jana Bareše a soudního znalce Vítězslava Hálka. Po třetím dni, kdy soud četl listinné důkazy, bylo další pokračování nařízeno na 23. června. Toho dne pak soud znovu zrušil rozsudek nižší instance, vrátil mu případ k dalšímu projednání a zavázal jej právním názorem. Andrej Babiš i Jana Nagyová podle soudkyně Evy Brázdilové věděli, že Čapí hnízdo nesplňuje definici malého a středního podniku k obdržení dotace a vyvedení firmy z koncernu Agrofert bylo účelové, v čemž soudkyně spatřovala znaky trestných činů dotačního podvodu a poškození finančních zájmů Evropské unie. Dle odvolacího senátu soudu bylo v případu shromážděno tak velké množství důkazů, že se podařilo vytvořit ucelený řetězec, ze kterého vyplynul jednoznačný závěr, o němž nejsou žádné pochybnosti. Podle písemného vyhotovení rozhodnutí Vrchního soudu spáchali Babiš a Nagyová dva trestné činy – dotační podvod a poškozování finančních zájmů Evropské unie. Dle závěrů odvolacího soudu tak již nemohou být obžalovaní zproštěni viny. Podle názoru advokátů tak mohou odsouzení Babiše zvrátit jen nové důkazy.

## Vyšetřování kauzy Čapí hnízdo úřadem OLAF
Udělení dotace bylo od roku 2016 také vyšetřováno Evropským úřadem pro boj proti podvodům (OLAF), přestože to Babiš novinářům v květnu 2017 popíral, jelikož prý žádná jeho firma kontaktována nebyla. Po ukončení vyšetřování vyšlo najevo, že firma Agrofert již během vyšetřování podala na postup OLAFu stížnost k evropskému ombudsmanovi a stížnost k Soudnímu dvoru Evropské unie. Podle serveru Lidovky.cz zástupci Agrofertu očekávali, že OLAF se závěrečnou zprávou vyčká na rozhodnutí těchto institucí. Úřad OLAF sám očekával, že vyšetřování této kauzy uzavře do konce roku 2017. Tak se i stalo, když OLAF v prosinci 2017 vyšetřování ukončil a nálezy zaslal českým úřadům a Evropské komisi. Zprávu obdrželo ještě před koncem roku 2017 ministerstvo financí, výsledky veřejnosti utajilo a zprávu předalo dalším orgánům (ministerstvu pro místní rozvoj, řídícímu orgánu operačního programu ROP Střední Čechy a Nejvyššímu státnímu zastupitelství). Dle nejvyššího státního zástupce Pavla Zemana je takovéto utajení odůvodněné, vzhledem k tomu, že tato zpráva má být použita jako důkaz v trestním řízení (na přímý dotaz obecně připustil možnost zveřejnění v případě veřejného zájmu, který však není přesně definován a který také rozhodně neopravňuje k plnému zveřejnění včetně citlivých údajů). Současně Česká republika požádala Evropskou komisi o vynětí Čapího hnízda z certifikace, což by po schválení znamenalo vynětí projektu také z dotačního programu ROP Střední Čechy a vrácení dotace ze státního rozpočtu. Tím by orgány EU ztratily veškerou pravomoc k řešení celého případu. Podle serveru Lidovky.cz údajně o vynětí z dotačního programu požádaly orgány EU. Žalobci doporučili ministerstvu financí zprávu OLAFu nezveřejňovat z důvodu jejího zařazení do vyšetřovacího spisu.
Detaily zprávy však již 3. ledna 2018 uveřejnila Sabina Slonková na serveru Neovlivni.cz. Podle ní zpráva OLAFu obsahuje tvrzení o tom, že v žádosti o dotaci byly nepravdivé údaje, že v kauze byly porušeny právní předpisy a že dotace neměla být farmě Čapí hnízdo vůbec udělena. Podle Slonkové tak zpráva potvrzuje, že šlo o podvod. Český rozhlas uvedl, že se ve zprávě píše o nesrovnalostech v dotační žádosti a o možném podvodu. Nesrovnalosti měly být v žádosti o dotaci, kdy prý žadatel podal nepravdivé informace a důležité informace zatajil.
Ministerstvo financí zveřejnilo 4. ledna 2018 část zprávy, která doporučuje „vynětí financování v souvislosti s nesrovnalostmi zjištěnými v rámci projektu“ Čapího hnízda z dotačního programu.
OLAF napsal ve zprávě o Čapím hnízdě například: „Vyšetřování dále zjistilo, že představitelé příjemce dotace v době, kdy předložili žádost o podpoření svého projektu a podepsali dohodu o poskytnutí financování v roce 2008, řídícímu orgánu operačního projektu poskytli nepravdivé informace a důležité informace zatajili. Zatajená informace dokazuje, že společnost, která získala dotaci, netrpěla handicapy typickými pro malé a střední podniky. Na základě příslušné legislativy je tedy Evropská komise oprávněná odmítnout finanční pomoc takovémuto žadateli o dotaci.“, dále: „Vyšetřování OLAF dospělo k závěru, že rodinné vazby mezi osobami vlastnícími Farmu Čapí hnízdo, a. s., a Agrofert Holding, a. s., se zdají být takové, že těmto osobám dávají příležitost pracovat společně za účelem vykonávání vlivu nad obchodními rozhodnutími těchto firem, což znemožňuje, aby bylo na obě firmy nahlíženo jako na sobě navzájem nezávislé. Tyto dvě firmy mohou být pro účely příslušné legislativy považovány za "propojené", a to proto, že skrze skupinu fyzických osob jednajících společně představují jednu ekonomickou jednotku.“ a „Za těchto okolností je OLAF názoru, že příprava a implementace tohoto projektu byla postižena četnými porušeními národních a evropských zákonů. (…) Tato porušení mohou představovat podklad pro soudní řízení na základě příslušných ustanovení českého trestního zákoníku o dotačním podvodu a poškození finančních zájmů EU.“
Plný text zprávy OLAF o Čapím hnízdě zveřejnila 11. ledna 2018 v redakčním překladu periodika Respekt a iHNed.cz (obě spadající pod mediální dům Economia). Žádost o poskytnutí kopie zprávy OLAF podala na Ministerstvo financí i organizace Kverulant.org, žádost i rozklad však byly zamítnuty. Organizace tedy podala na ministerstvo financí soudní žalobu a soud jí dal za pravdu. Po prohraném soudu zprávu zveřejnilo i Ministerstvo financí.
V únoru 2018 vyšlo najevo, že farma Čapí hnízdo do té doby stále ještě dostávala ze státního rozpočtu drobné dotace určené malým a středním firmám, a to i v situaci, kdy byla vlastníkem farmy společnost Imoba, součást koncernu SynBiol. Ten však dotačním podmínkám nevyhovuje. Za situaci dle ministerstva zemědělství odpovídá žadatel, když vyplňuje čestné prohlášení, které tak podle zjištění Hospodářských novin mohlo obsahovat nepravdivé informace. Farma tak na dalších dotacích dostala 107 tisíc korun. Zástupci společnosti Imoba se k situaci odmítli vyjádřit, později oznámili, že dotace na chov zvířat ve výši 90 tisíc korun vrátili. Jediným akcionářem SynBiolu byl do února 2017 právě Andrej Babiš.

### Vyjádření eurokomisařky Věry Jourové
V roce 2018 v souvislosti s kauzou úřad Evropského ombudsmana rozhodoval o stížnosti na eurokomisařku Věru Jourovou, která se měla svým vyjádřením k oprávněnosti udělení dotace zpronevěřit kodexu eurokomisaře. Ten předpisuje, že se komisař nesmí vyjadřovat k případům, které unijní struktury dosud neuzavřely. Věra Jourová v roce 2016 pro Radiožurnál pronesla, že podle ní bylo s dotací podle tehdejších pravidel vše v pořádku. Podle ombudsmanky Emily O’Reilly byla vyjádření Jourové nemoudrá a nepřípustná vzhledem k jejímu postavení komisařky.

### Podobné případy Agrofertu
Po upozornění Nadačního fondu proti korupci a reportáži Reportérů ČT „Malá dotace pro velký Agrofert“ rozhodl výbor pro rozpočtovou kontrolu Evropského parlamentu (CONT) o postoupení případu dalších dvou firem spadajících pod Agrofert k prošetření OLAFu. Konkrétně jde o společnosti Agroparkl a ZOD Zálabí, které jsou podezřelé z neoprávněného čerpání dotace na pojištění plodin.

## Posudky k udělení dotace
V roce 2018 Český rozhlas zveřejnil posudky zpracované v roce 2008 v době udělení dotace, které si tehdy objednal ROP Střední Čechy. Posudky se shodují v nejednoznačné identifikaci žadatele, nadhodnocením částí projektu, pochybnostmi zda firma splatí úvěr a neprokázaným přínosem pro region. Podle předsedy tehdejšího výboru regionální rady, Petra Bendla, výbor neměl posudky k dispozici, jelikož měly jen doporučující charakter.

## Navrácení dotace
Ministerstvo financí na doporučení Evropské komise v lednu 2018 sporný projekt vyňalo z evropského financování. Úřad ROP Střední Čechy vyzval 10. května 2018 firmu Imoba k dobrovolnému vrácení dotace do 30 kalendářních dnů. Mluvčí Agrofertu potvrdil obdržení výzvy a oznámil, že koncern dál trvá na tom, že dotace byla čerpána v souladu se zákonem. V případě, že firma částku nevrátí, začne správní řízení. Firma Imoba v červnu 2018 souhlasila s dobrovolným vrácením dotace a uvedla, že vrácení peněz neznamená, že by porušila podmínky dotace.

## Pobírání drobných dotací
V únoru 2018 vyšlo najevo, že farma Čapí hnízdo i nadále pobírá ze státního rozpočtu drobné dotace určené malým a středním firmám a to i v situaci, kdy je vlastníkem farmy společnost Imoba, součást koncernu SynBiol. Ten však dotačním podmínkám nevyhovuje. Za situaci dle ministerstva zemědělství odpovídá žadatel, když vyplňuje čestné prohlášení, které tak podle zjištění Hospodářských novin mohlo obsahovat nepravdivé informace. Farma tak na dalších dotacích dostala 107 tisíc korun. Zástupci společnosti Imoba se k situaci odmítli vyjádřit, později pak oznámili, že dotaci ve výši 90 tisíc korun vrátili. Jediným akcionářem SynBiolu byl do února 2017 právě Andrej Babiš.

## Oznámení německé finanční správy
Generální finanční ředitelství obdrželo v prosinci 2014, kdy již byl Andrej Babiš ministrem financí, na základě směrnice 2011/16/EU o výměně informací podnět německého Finančního úřadu v Saské Kamenici ohledně podezření, že firma Agrofert Deutschland GmbH se pomocí smlouvy o reklamě s Farmou Čapí hnízdo dopustila daňového úniku. Mělo jít o platby Čapímu hnízdu za reklamu ve výši 280 milionů korun v letech 2009–2013. Firmy Imoba ani Agrofert nechtěly zveřejnit, za jaké služby bylo zaplaceno. Např. podle jedné ze smluv mezi oběma firmami z konce roku 2011 si německá pobočka Agrofertu u rekreačního areálu v Olbramovicích objednala zajištění reklamy a podporu marketingu během celého roku 2012. Smlouva byla uzavřena na částku 350 tisíc eur, v přepočtu asi na 8,75 milionu korun.